# Gastrochilus catinatus
Gastrochilus catinatus là một loài thực vật có hoa trong họ Lan. Loài này được (Ridl.) Schltr. mô tả khoa học đầu tiên năm 1913.